# Sachiko M
松原幸子（Sachiko Matsubara，生于1973年）是一位日本正弦波演奏家、即兴音乐家和作曲家，她的艺名Sachiko M更为人熟知。 她在1999年发行了第一张独奏专辑：《Sine Wave Solo》。2004年，她发行了与大友良英和中村延和的合作专辑《Good Morning Good Night》。由她与大友良英共同作曲、小泉今日子演唱的歌曲《潮声的回忆》，获得了第55回日本唱片大赏的作曲赏。

## 录音室专辑
- Sine Wave Solo（1999年）
- I.S.O. (1999年） - 与一楽儀光、大友良英合作
- Filament 1 (1999年） - 与大友良英合作
- Four Focuses（1999年） - 与马丁·泰特里（英语：Martin Tétreault）、Yasuhiro Otani、大友良英合作
- Do（2001年） - 与中村延和共作
- In Case of Fire Take the Stairs（2002年） - 与Kaffe Matthews、Andrea Neumann合作
- Artefact（2002年） - 与Philip Samartzis合作
- AstroTwin and Cosmos（2002年） - 与吉田アミと合作
- Absinth（2002年） - 与Werner Dafeldecker、Franz Hautzinger、John Tilbury合作
- Good Morning Good Night（2004年） - 与大友良英、中村延和合作
- Concert in St. Louis（2004年） - 格涅·科尔曼、Franz Hautzinger、大友良英合作
- Barさちこ（2004年）
- Filament BOX  (2004年）- 与大友良英合作
- Salon de Sachiko（2007年）
- Contact（2009年） - 与基思·罗（英语：Keith Rowe）合作
- Allurements of the Ellipsoid（2010年） - 与大友良英、阿克塞尔·多纳（英语：Axel Dörner）、Martin Brandlmayr合作
- Snow, Silence, Partially Sunny（2012年） - 与坂本龙一合作